# Tipografia di San Jacopo di Ripoli
La Tipografia di San Jacopo di Ripoli (1476-1484) è stata una tipografia italiana attiva nella seconda metà del XV secolo.

## Storia della tipografia di San Jacopo di Ripoli

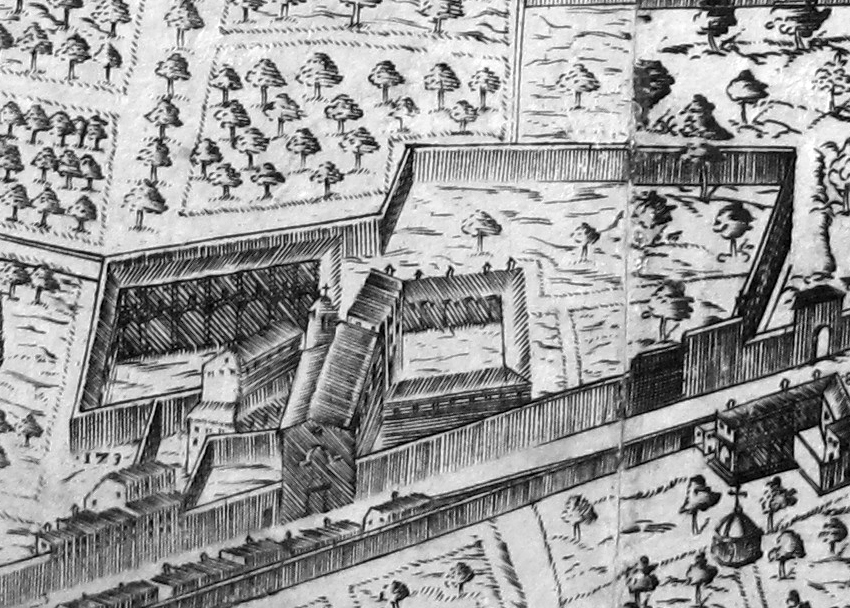
Dettaglio del recinto del monastero di San Jacopo di Ripoli nella Pianta del Buonsignori (1584)

La chiesa di San Jacopo di Ripoli si trova in via della Scala a Firenze, nella zona di Santa Maria Novella. Il convento di San Jacopo di Ripoli venne fondato nel 1292 a Firenze da monache domenicane trasferitesi da una precedente sede in Pian di Ripoli.
Nel 1476 frate Domenico da Pistoia impiantò dentro al monastero una tipografia e la diresse insieme a frate Pietro di Salvatore da Pisa. Dal Diario della stamperia risulta che il costo delle attrezzature per l'avvio dell'attività (due torchi, punzoni, matrici, metalli e una cassa) fu di 174 lire d'argento pari a circa 32 fiorini d'oro. Dopo la morte di Pietro nel settembre 1479 Domenico prese come aiutante Lorenzo Alopa, che il 15 maggio 1483 fu associato nella direzione della tipografia per tre anni e per un terzo delle spese e dei guadagni. Alla morte di Domenico nel luglio 1484 Lorenzo finì da solo di stampare il Platone tradotto in latino da Marsilio Ficino e la stamperia chiuse.
Quella di San Jacopo di Ripoli è una delle prime tipografie fiorentine (successiva solo a Bernardo Cennini), che nell'arco di otto anni lavora con una produzione copiosa e variata. Le maggiori informazioni sull'attività della stamperia si ricavano da un libretto di 130 pagine, rilegato in pergamena, contenente il «quaderno delle spese» della stamperia dall'anno 1476, che fu ritrovato da padre Vincenzio Fineschi, domenicano archivista di Santa Maria Novella, nell'archivio di sua cura. Il frutto delle sue ricerche fu pubblicato nel 1781. Della breve ma importante vicenda della tipografia annessa al monastero femminile non fa invece alcun cenno Giuseppe Richa nella sua trattazione storica sul monastero pubblicata nel 1756.

## Attività della Tipografia di San Jacopo di Ripoli
Il cosiddetto Diario (o «quaderno delle spese») della stamperia di Ripoli ci fornisce preziose informazioni sull'attività della stamperia  e sulla sua  produzione libraria. Il lavoro era svolto  dalle monache domenicane, dirette dai frati Domenico da Pistoia e Pietro da Pisa. Deborah Parker scrive: «Two nuns, Sister Marietta and Rosarietta, worked on Boccaccio's Decameron». Nelle pagine successive dello stesso articolo, l'autrice riferisce che una suora di nome Marietta venne pagata per aver impaginato una parte del Morgante: «in rare instances women received payment for their work. The diary entry of the Ripoli press for 23 February 1481 show that "suor Marietta" was paid "two large florins for part of the composition of the Morgante"».
Tiziana Plebani ribadisce: «attestate sono anche le stamperie all'interno di alcuni monasteri femminili: è ben conosciuto il caso della tipografia del monastero di Ripoli in cui le monache prestavano la loro opera». La produzione libraria della tipografia è varia: «Si trovano testi più o meno impegnativi, che vanno da quelli usati nelle scuole di primo grado a quelli che presuppongono nel lettore un discreto grado di cultura, e, accanto a questi, opere adatte a un pubblico di livello culturale non altissimo: opuscoli di devozione, orazioni, sacre rappresentazioni, leggende, salteruzzi miniati, spesso fogli volanti o fascicoli di poche pagine, che venivano tirati anche in parecchie centinaia di esemplari e che venivano pagati subito dai committenti». Riguardo all'organizzazione della produzione libraria all'interno della tipografia sappiamo che: «Per la preparazione e lo smercio dei libri, con notevole senso pratico ed abilità, Domenico si serviva sia di personale e di attrezzature interne (fra l'altro anche alcune suore del monastero lavoravano come compositrici), sia della collaborazione di numerosi cartolai e dei loro lavoranti. Annessi alla stamperia, che si presentava come una sorta di "artista collettivo" (Perini), erano locali per la rubricazione e la rilegatura dei libri e una fonderia per i caratteri». A questo proposito, «I caratteri usati sono di due tipi: quattro alfabeti romani, di cui uno con varianti, un alfabeto gotico e uno greco; le iniziali sono in genere rubricate o assenti, salvo nel Driadeo di Luca Pulci, dove sono bianche su nero con decorazione floreale, […]. È possibile che, fra i primi, Domenico da Pistoia abbia usato anche la xilografia».

## Edizioni stampate nella Tipografia di San Jacopo di Ripoli
(Colophon della Legenda della mirabile vergine Beata Catherina da Siena)

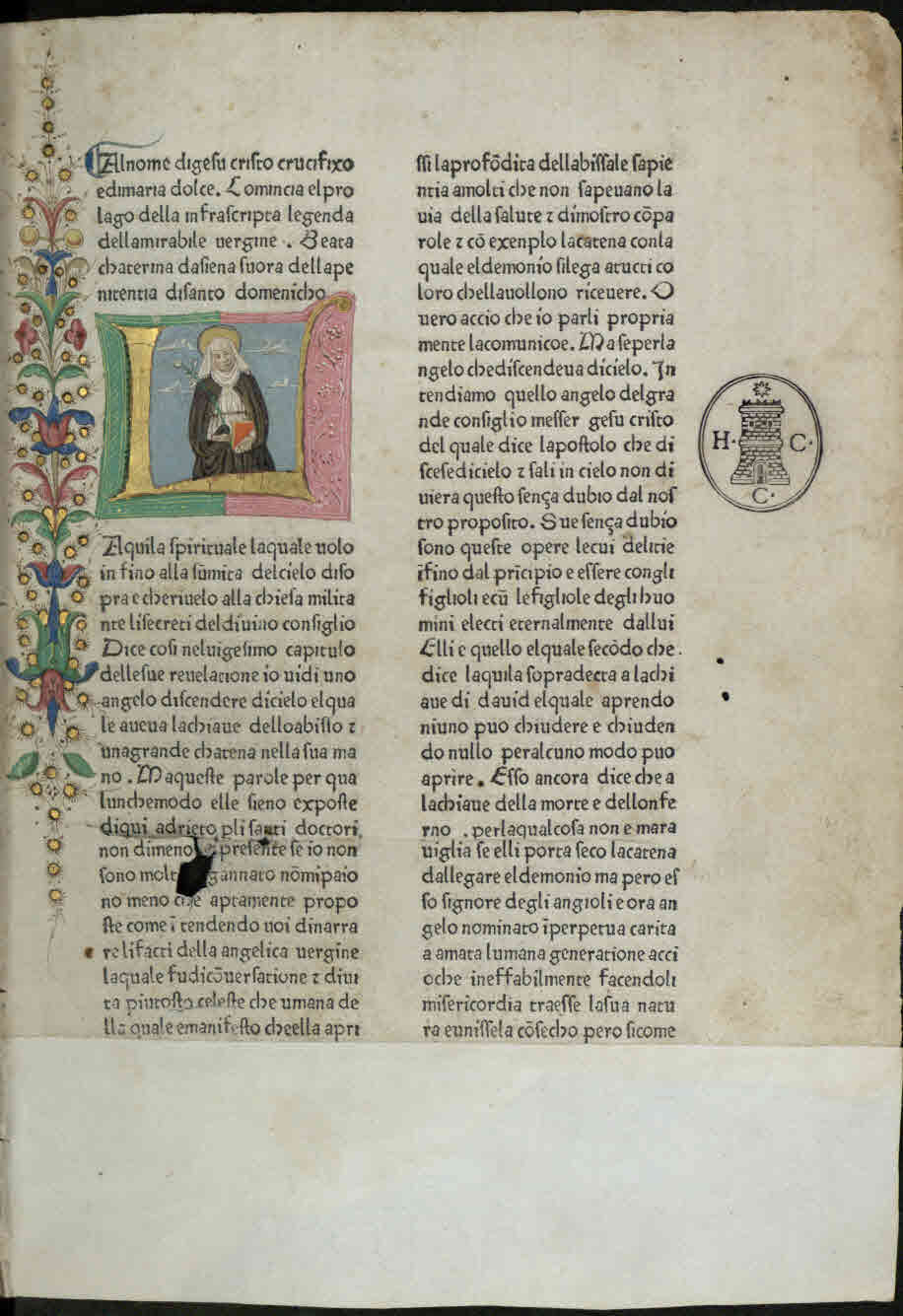
Prima pagina miniata della Legenda della mirabile vergine Beata Catherina da Siena, 24 marzo 1477 (Roma, Biblioteca Casanatense)

Le opere edite nel monastero di San Jacopo di Ripoli, in latino e in volgare, classiche e moderne, sono «circa 94», secondo Scarcia Piacentini. Il Diario ne documenta 37. Il primo libro stampato in San Jacopo di Ripoli è la Grammatica di Elio Donato, finita di stampare il 14 novembre 1476 in 400 copie. «Per produrre l'Ars minor, la tipografia di Ripoli — oltre al lavoro, non quantificabile, prestato dalle suore del convento che furono probabilmente impiegate nel lavoro di composizione — impiegò due lavoratori per un mese di lavoro, ciascuno dei quali ricevette il salario di 1 fiorino e 2 lire corrispondenti a 7 lire e 10 soldi. L'inchiostro costò 2 lire e 10 soldi e la carta 3 lire e 10 soldi». Il costo dell'edizione, comprensivo di carta, inchiostro e manodopera dipendente, fu dunque di 21 lire d'argento. L'ultimo libro stampato in San Jacopo di Ripoli, con la sottoscrizione soltanto di Lorenzo Alopa, è il latinizzamento dei Dialoghi platonici, in 1 025 copie.

### 1476
- Elio Donato, Ars grammatica minor

### 1475-77
- Leon Battista Alberti, Ippolito Buondelmonti e Dianora de' Bardi (ISTC ia00214400)

### 1477
- Antoninus Florentinus, Omnis mortalium cura (ISTC ia00847000)
- Arte del ben morire (ISTC ia01102000)
- Libro da Compagnia, ovvero Fraternita dei Battuti (ISTC ic00788150)
- Bartolomeo della Fonte, Commentum in Persium. De ponderibus et mensuris (ISTC if00241000)
- Guarino Veronese,  Regulae grammaticales (ISTC ig00534850)
- Lamento di Negroponte: "O tu dolce Signor che ci hai creati" (ISTC il00029350)
- Simone Serdini, Specchio di Narciso, ovvero Canzone d'amore (ISTC is00468800)
- Raimondo da Capua, Vita di S. Caterina da Siena (ISTC iv00295800)

### 1477-78
- Gregorio Dati, La Sfera (ISTC id00050400)

### 1478
- Elio Donato, Expositio Ethicorum Aristotelis (ISTC ia00017000)
- Sesto Aurelio Vittore, De viris illustribus (ISTC ia01387000)
- I dieci comandamenti della legge divina (ISTC ic00783500)
- Quinto Curzio Rufo, Historiae Alexandri Magni (ISTC ic01006000)
- Gaio Sallustio Crispo, Opera (ISTC is00064000)
- Gaio Svetonio Tranquillo, De grammaticis et rhetoribus (ISTC is00814000)
- Tradimento per la morte di Giuliano de' Medici (ISTC it00421600)
- Arte del ben morire (ISTC ia01104500)

### 1478 - 81
- Fiore di virtù (ISTC if00178600)

### 1478-79
- Francesco Petrarca, Vite dei Pontefici e Imperatori Romani (ISTC ip00420000)
- Le sette allegrezze, ovvero Corona della Vergine Maria (ISTC ia00468600)

### 1479-80
- Agostino d'Ipponia, Logica (ISTC ia01281400)

### 1480
- La sala di Malagigi: "Splendor superno et sommo factore" (ISTC im00100200)
- Agostino d'Ipponia, Logica (ISTC ia01281600)
- Miracoli della Vergine Maria (ISTC im00617100)
- Bonaccorso da Montemagno il Giovane, Controversia de nobilitate (ISTC im00845000)
- Soprascripti et introscripti di lettere (ISTC is00630800)
- Publio Papinio Stazio,Silvarum libri V  (ISTC is00699500)

### 1481
- Ghigo Brunelleschi,  e Domenico da Prato, Geta e Birria (ISTC ib01222200)
- Marsilio Ficino, Consiglio contro la pestilenza (ISTC if00153000)
- Mosè Maimonide, De regimine sanitatis ad Soldanum Babyloniae (ISTC im00080000)
- Niccolò Perotti, Rudimenta grammatices (ISTC ip00318450)
- Luca Pulci, Il Driadeo (ISTC ip01110000)
- Operetta de Rodi (ISTC ir00184150)
- Jacobus Riccius, Obiectiones super Logica Pauli Veneti (ISTC ir00185000)
- Gaio Valerio Flacco, Argonautica (ISTC iv00021000)

### 1481-1482
- Luigi Pulci, Il Morgante [23 canti] (ISTC ip01123500)

### 1482
- Guarino Veronese,  Regulae grammaticales (ISTC ig00536200)

### Prima 8 aprile 1483
- Nicolò Cicerchia, La passione di Gesù Cristo: O increata maestà di Dio (ISTC ic00497100)

### 1483
- Aesopus, Aesopus moralisatus (ISTC ia00125000)
- Giovanni Boccaccio, Decamerone (ISTC ib00726500)
- Cherubino da Siena, Regola della vita spirituale. Aggiunta: Regola della vita matrimoniale (ISTC ic00439400)
- Fiore di virtù (ISTC if00178700)
- Lauda di Sancta Maria della Carcere (ISTC il00075500)

### Prima del 1484
- La morte degli uomini famosi: "Nessun si puote felice chiamare" [60 stanze] (ISTC im00863200)
- Psalterium (ISTC ip01044300)

### 1484
- Platone, Opera omnia, traduzione latina di Marsilio Ficino